# 诗琳通公主体育场
诗琳通公主体育场是位于泰国春武里府是拉差的一座体育场。该体育场命名来自泰国诗琳通公主的名字。它目前主要用于足球比赛，以前是是拉差足球俱乐部和春武里足球俱乐部的主场。该体育场可容纳8,000人。体育场位于市中心附近是拉差圣母升天学校的地面上。体育场有跑道，泰国的大多数体育场也是如此。它安装了泛光灯，可使晚上的比赛进行。
13°09′49″N 100°56′25″E / 13.163489°N 100.940406°E